# Brodina de Jos
Brodina de Jos – wieś w Rumunii, w okręgu Suczawa, w gminie Brodina. W 2011 roku liczyła 390 mieszkańców.